# 太后公厅
太后公厅，位于中国福建省福安市晓阳镇阳村，南宋始建，明代重建。由门楼、庭院、戏楼、戏台组成，均穿斗式木构架。门楼重檐，上檐为歇山顶，下檐为悬山顶。戏台重檐悬山顶，两山加双重雨披，梁架结构较有特色。2005年5月11日公布为第六批福建省文物保护单位。